# Українці Боснії і Герцеговини
Українська діаспора в Боснії і Герцеговині — українська національна спільнота, яка постійно проживає на території Боснії і Герцеговині.

## Історія
Перші українці на Балканах з'явилися після берлінського конгресу в 1878 році. Боснія стає частиною Австро-Угорської імперії, до якої вже належали Галичина та Буковина. Лісиста місцевість, малородючі ґрунти несли з собою і малочисельність населення. Великі простори Боснії були безлюдними. І австрійський уряд розгорнув широку діяльність з тим, щоб якомога швидше заселити пустельні простори Боснії поляками, німцями, чехами, італійцями, мадярами і українцями. Сюди прибули люди зі Східної Галичини, Північної Буковини та Закарпаття. Місцеві жителі називають приїжджих  «галіціянами».Були це переважно малоземельні селяни, які покидали свій край через економічні причини і поселялись тут тому, що у північно-західній Боснії було багато державної землі. Австрійський уряд оголосив, що кожний, хто має 600 ринських і приїде до Боснії і там залишиться, отримає 24 морґи землі. У Боснії виникають практично українські села Насебіна Лішня, Дев'ятина, Козарці, Кам'яниця, Дуброва та інші. Містечко Прнявор теж заселяється українцями.
Українці, що осіли в Боснії, займалися в основному сільським господарством. Порівняно з місцевим населенням вони володіли передовішими методами обробітку землі. Вперше запровадили тут залізний плуг, продемонстрували переваги глибокої оранки. Принесли з собою раніше невідомі в Боснії культури — жито, гречку, картоплю, хміль, а ще досвід садівництва, городництва, бджільництва.
Від українців місцеве населення запозичило використання солом'яної січки для годівлі худоби, навчились штукатурити і білити будівлі, користатись в побуті ліжком і кухонною плитою.
Перша українська читальня у Боснії і Герцеговини під назвою Руська читальня товариства Просвіта була заснована у місті Прнявор в 1909 році.

## За переписами населення
Українці у Боснії і Герцеговині в переписах населення реєстровані як русини, українці і греко-католики.
Переписи населення в Боснії і Герцеговині під час австро-угорського панування:
- У 1895 році…………………………163 грекокатоликів;
- У 1910 році………………………..8136 грекокатоликів.

Переписи населення в Боснії і Герцеговині під час Королівства Сербів-хорватів-словенців (Югославії):
- У 1921 році…………………………9308 грекокатоликів (або 8146 «русинів-малоросіян»);
- У 1931 році…………………………8915 грекокатоликів (Нема даних за цілу БіГ. Це тільки дані за Вербаську Бановіну).

Периписи населення в Боснії і Герцеговині під час соціалістичної Югославії:
- У 1948 році………………………….7883 русинів;
- У 1953 році………………………….7473 русинів;
- У 1961 році………………………….6136 русинів;
- У 1971 році………………………….5333 українців і 141 русин;
- У 1981 році………………………….4502 українця і 111 русинів і
- У 1991 році………………………….3929 українців і 133 русини.

Зауваження: Українці у Боснії і Герцеговині до 1918 року самі себе називали русинами. Між двома світовими війнами —
русинами-українцями, а після 1945 року тільки українцями. Щодо сербів, які домінують у Боснії і Герцеговині, вони довго не визнавали національну назву українці і їм було дуже важко погодитися і у найновіші часи, що існує окремий східнослов'янський народ під назвою українці.

## Сучасність

### Українські громадські організації Боснії та Герцеґовини
- Українська Асоціація творчої інтелігенції «Світ культури».
- Культурно-просвітна Спілка Українців «Червона Калина»
- Культурно-просвітна Спілка Українців «Тарас Шевченко»